# Fossae di Ganimede
Segue una lista delle fossae presenti sulla superficie di Ganimede. La nomenclatura di Ganimede è regolata dall'Unione Astronomica Internazionale; la lista contiene solo formazioni esogeologiche ufficialmente riconosciute da tale istituzione.
Le fossae di Ganimede portano i nomi di divinità ed eroi delle antiche popolazioni della Mezzaluna Fertile.

## Prospetto
| Fossa         | Eponimo                                                                  | Latitudine | Longitudine | Diametro |
| ------------- | ------------------------------------------------------------------------ | ---------- | ----------- | -------- |
| Lakhamu Fossa | Lahamu - Divinità della mitologia mesopotamica, figlia di Apsû e Tiāmat. | 11,6° S    | 227,7° W    | 370 km   |
| Lakhmu Fossae | Lahmu - Divinità della mitologia mesopotamica, figlio di Apsû e Tiāmat.  | 50,4° N    | 128° W      | 3700 km  |
| Zu Fossae     | Zu - Divinità minore della mitologia mesopotamica, servitore di Enlil.   | 38,5° N    | 150,5° W    | 2900 km  |